# 오분간
〈오분간〉은 김성한의 단편소설이다. 1955년 <사상계>에 발표되었다. 신(神)과 프로메테우스와의 대립을 통하여 현대인과 신의 문제를 상징화시킨 작품으로, 프로메테우스가 2천년 만에 코카서스에서 스스로 신으로부터 자유를 전취(戰取)하는 장면에서 시작하여, 신과의 회담에서 신에 대항하여 신의 자리를 차지해 보려는 그의 거만을 그린 후, 결국 신은 신대로 프로메테우스는 프로메테우스대로 아무런 해결도 보지 못한 채 헤어진다는 장면으로 끝맺고 있다. 작자는 이 5분간에 일어났던 인간세계의 무질서와 혼란을 통해 현대인의 신앙 상실과 그 거부로부터 온 혼돈과 혼란을 그리고 있으며, 그 비극을 구할 자는 신도 인간도 아닌 제3의 존재라고 하면서 그의 출현을 기대하고 있다.